# Nosów-Kolonia
Nosów-Kolonia – wieś w Polsce położona w województwie lubelskim, w powiecie bialskim, w gminie Leśna Podlaska.
| SIMC    | Nazwa    | Rodzaj    |
| ------- | -------- | --------- |
| 0014700 | Nowinki  | część wsi |
| 1022140 | Połoniec | część wsi |

W latach 1975–1998 miejscowość administracyjnie należała do województwa bialskopodlaskiego.
Wieś jest sołectwem w gminie Leśna Podlaska. Według Narodowego Spisu Powszechnego z roku 2011 wieś liczyła 81 mieszkańców.
Wierni Kościoła rzymskokatolickiego należą do parafii Narodzenia NMP i św. Apostołów Piotra i Pawła w Leśnej Podlaskiej.